# Charles Osborne (escriptor)
Charles Thomas Osborne (Brisbane, Austràlia, 24 de novembre de 1927) és un periodista especialitzat en teatre i òpera, poeta i novel·lista. Instal·lat a Londres des del 1953, fou editor de The London Magazine del 1958 al 1966, director literari del Consell Britànic d'Art del 1971 al 1986, i cap de la secció de crítica teatral de The Daily Telegraph del 1986 al 1991. És l'únic autor que ha estat autoritzat oficialment a fer adaptacions de les obres d'Agatha Christie.